# Emil Filipčič
Emil Filipčič, slovenski pisatelj, pesnik, igralec, režiser, radijec, imitator * 8. april 1951, Beograd.

## Življenje
V Beogradu rojen slovenski pisatelj Emil Filipčič je študiral režijo na Akademiji za glasbo, radio, film in televizijo v Ljubljani. Močno je zaznamoval slovensko umetnost zadnjih desetletij, saj je bil med tistimi, ki so najodločneje prekinili z  narativnimi vzorci. Uveljavil se je kot provokativen in unikaten avtor, za katerega je humorno odmikanje in poigravanje tako rekoč edina sestavina vseh stvari in tudi samega pisanja. Njegov edinstven slog raste iz hipijevskega optimizma in veselja do življenja, a ga ves čas spremljajo tudi filozofski uvidi, fantastičen svet, ironija in grotesknost. 
Leta 2011 je za roman Problemi prejel nagrado Prešernovega sklada.

## Delo
Filipčič piše tako prozna kot dramska dela. Kritiki njegov stil postavljajo na vrhove ludizma, humor v njegovih delih pa se prepleta z nadrealističnimi elementi, kar ustvarja občutek grotesknosti in fantastičnega sveta.
Javnosti se je prvič predstavil leta 1979 z romanoma Grein Vaun in Kerubini. Slednjega je napisal skupaj z Brankom Gradišnikom pod psevdonimom Jožef Paganel. Uvrščamo ga med najplodovitejše slovenske dramatike, saj je bilo uprizorjenih kar devet njegovih dram. Med njegove vrhunce na tem področju  sodi scenarij za satirično radijsko igro Butnskala, ki jo je izvajal na radiu Študent z Markom Dergancem. Istoimenski naslov nosi tudi scenarij za film, katerega režiser je Franci Slak. Bil je tudi eden izmed prvih sodelavcev in skupaj s Sašom Hribarjem tudi inspiratorjev satirične radijske oddaje "radia Ga-ga".

### Prozna dela
- Grein Vaun, roman (1979)
- Kerubini, satirični roman (skupaj z Brankom Gradišnikom, pod skupnim psevdonimom Jožef Paganel, 1979)
- Kuku, roman (1985)
- Ervin Kralj, roman (1986)
- X-100 roman, roman (1988)
- Orangutan, kratka proza (1992)
- Dobri robotek, kratka proza (1993)
- Urugvaj 1930, roman (1993)
- Jesen je, roman (1995)
- Izlet v naravo, kratka proza (1997)
- Keopsova piramida, roman (2005)
- Problemi, roman (2009)
- Mojstrovka, roman (2012)
- Skrivnost užitka, roman (2013)
- Serafa s Šarhove 2, roman (2015)
- Moto, roman (2019)
- Nepočesane misli, roman (2021)
- Premiera, roman (2024)

### Dramska besedila
- Kegler, drama (1981)
- Ujetniki svobode, drama (1982)
- Altamira, drama (1982)
- Bolna nevesta, drama (1984)
- Altamira, drama (1984)
- Kako naj odgovorim spoštovanemu tovarišu Francetu Piberniku?, drama (1985)
- Atlantida, drama (1988)
- Božanska tragedija, drama (1989)
- 20th Century Fox (Stampedo) (1990, obj. 1994)
- Bakhantke (1992)
- Psiha, drama (1993)
- Veselja dom, drama (1996)
- Figaro se ženi (199?; samostojno še neobjavljena)
- Suženj akcije, drama (1998?)
- Župnik, drama (2001)
- Drame (zbrana dramska besedila, 2014; spremna beseda Blaž Lukan)

### Radijske igre
- Butnskala (1985)
- Stampedo (1990)
- Gladovalec (1991)
- Trpljenje mlade Tatjane (1993)

### Lutkovne igre
- Kralj alkohol, lutkovna igra (2002)

### Scenariji za filme
- Butnskala (1985)

### Stripi
- Wyatt Earp, strip (soavtor teksta Marko Derganc) (1990)
- Butnskala, strip (soavtor teksta Marko Derganc) (2014)

### Slikanice
- Zlatolaska in zmaj, slikanica (1996)

## Vloge v gledališču
- Emil Filipčič: Atlantida, Slovensko mladinsko gledališče, Ljubljana, režija Vito Taufer (1988)
- Emil Filipčič: Božanska tragedija, Prešernovo gledališče Kranj, režija Vito Taufer (1989)
- Georges Feydeau: Bolha v ušesu ali kaplja čez rob, SNG Drama Ljubljana, režija Vito Taufer (1996)
- Emil Filipčič: Veselja dom, Slovensko mladinsko gledališče, Ljubljana, režija Nick Upper (1996)
- Nikolaj Vasiljevič Gogolj: Revizor, SNG Drama Ljubljana, režija Dušan Jovanović (1997)
- Dušan Jovanović: Klinika Kozarcky, SSG Trst, režija Dušan Jovanović (1999)

## Nagrade
- nagrada Prešernovega sklada (2011) za roman Problemi (2009)